# Denis Marconato
Denis Marconato (Treviso, 29 de julho de 1975), é um basquetebolista profissional italiano atualmente aposentado, que em sua carreira como pivô defendeu equipes como Benneton Treviso, FC Barcelona, Olimpia Milano, vindo a se aposentado no o Banco di Sardegna Sassari.
O jogador possui 2,11 m de altura e 115 kg, atua na posição Pivô e conquistou com a Seleção Italiana de Basquetebol a Medalha de Prata nos Jogos Olímpicos de Verão de 2004 em Atenas e Medalha de Ouro, Prata e Bronze no EuroBasket em 1999, 1997 e 2003 (França, Espanha e Suécia respectivamente).